# Mike Henry (színművész)
Michael Dennis Henry (Los Angeles, 1936. augusztus 15. – Burbank, 2021. január 8.) amerikai amerikaifutball-játékos és színész.
Színészként leginkább a címszereplő megformálásáról ismert az 1960-as években bemutatott Tarzan-trilógiában. Szerepelt a Hajrá, fegyencváros! (1974), a Smokey és a bandita (1977), a Smokey és a bandita 2. (1980), illetve a Smokey és a bandita 3. (1983) című filmekben is.

## Élete és pályafutása
Los Angelesben született. A Dél-kaliforniai Egyetemen futballozott, majd 1958-ban beválogatták a Pittsburgh Steelers csapatba. 1962-től a Los Angeles Rams játékosa lett, itt figyelt fel rá a Warner Bros. producere.
1966 és 1968 között három Tarzan-filmben alakította a majomembert: Tarzan és az inkák kincse (1966), Tarzan és a jaguár szelleme (1967), Tarzan és a dzsungel fia (1968). A forgatáson egy csimpánz megharapta az arcát, súlyos sérüléseket okozva a színésznek. Henry emiatt nem vállalta el többször a szerepet, és beperelte a producereket a veszélyes munkakörülmények miatt.
1968-ban A zöldsapkásokban Kowalski őrmestert alakította. Három Charlton Heston-filmben tűnt fel: A legjobb (1969), Eltérítve (1972) és Zöld szója (1973). Az 1974-es Hajrá, fegyencváros! című börtönfilmben korrupt börtönőrt játszott. A Smokey és a bandita (1977) című filmben Jackie Gleason karakterének együgyű fiát, Juniort formálta meg. A szerepet a két folytatásban is megismételte.

## Magánélete és halála
1984-ben vette feleségül Cheryl Henryt, egy  Shannon Noble nevű lányuk született.
Miután 1988-ban Parkinson-kórt diagnosztizáltak nála, visszavonult a színészettől. 2021. január 8-án, 84 évesen hunyt el a burbanki Providence Saint Joseph Medical Centerben, Halálát a Parkinson-kórral és a krónikus traumatikus enkefalopátiával (CTE) kapcsolatos komplikációk okozták.

## Filmográfia

### Film
| Év   | Magyar cím                         | Eredeti cím                   | Szerep                                         | Magyar hang           |
| ---- | ---------------------------------- | ----------------------------- | ---------------------------------------------- | --------------------- |
| 1957 |                                    | Curfew Breakers               | Reagan                                         |                       |
| 1963 | Spencer hegye                      | Spencer's Mountain            | Spencer testvér (stáblistán nincs feltüntetve) |                       |
| 1963 |                                    | Palm Springs Weekend          | ajtónálló (stáblistán nincs feltüntetve)       |                       |
| 1966 | Tarzan és az inkák kincse          | Tarzan and the Valley of Gold | Tarzan                                         | Haás Vander Péter     |
| 1967 | Tarzan és a jaguár szelleme        | Tarzan and the Great River    | Tarzan                                         | Haás Vander Péter     |
| 1968 | Tarzan és a dzsungel fia           | Tarzan and the Jungle Boy     | Tarzan                                         | Bujtor István         |
| 1968 | Tarzan és a dzsungel fia           | Tarzan and the Jungle Boy     | Tarzan                                         | Forgács Péter         |
| 1968 | A zöldsapkások                     | The Green Berets              | Kowalski őrmester                              |                       |
| 1968 | Életre-halálra                     | More Dead Than Alive          | Luke Santee                                    |                       |
| 1969 | A legjobb                          | Number One                    | Walt Chaffee                                   |                       |
| 1970 | Rio Lobo                           | Rio Lobo                      | Tom Hendricks seriff                           | Horváth László        |
| 1970 | Rio Lobo                           | Rio Lobo                      | Tom Hendricks seriff                           | Cs. Németh Lajos      |
| 1970 | Rio Lobo                           | Rio Lobo                      | Tom Hendricks seriff                           | Bede-Fazekas Szabolcs |
| 1972 | Eltérítve (Terror a felhők felett) | Skyjacked                     | Sam Allen                                      |                       |
| 1973 | Zöld szója                         | Soylent Green                 | Kulozik                                        |                       |
| 1974 | Hajrá, fegyencváros!               | The Longest Yard              | Rassmeusen                                     |                       |
| 1976 |                                    | Mean Johnny Barrows           | Carlo Da Vince                                 |                       |
| 1976 | Adiós Amigo                        | Adios Amigo                   | Mary férje                                     |                       |
| 1976 |                                    | No Way Back                   | bérgyilkos                                     |                       |
| 1977 | Smokey és a bandita                | Smokey and the Bandit         | Junior Justice                                 | Kautzky Armand        |
| 1977 | Smokey és a bandita                | Smokey and the Bandit         | Junior Justice                                 | Pál Tamás             |
| 1980 | Smokey és a bandita 2.             | Smokey and the Bandit II      | Junior Justice                                 | Incze József          |
| 1980 | Smokey és a bandita 2.             | Smokey and the Bandit II      | Junior Justice                                 | Juhász György         |
| 1983 | Smokey és a bandita 3.             | Smokey and the Bandit Part 3  | Junior Justice                                 | Juhász György         |
| 1987 | Szemérmetlen szerencse             | Outrageous Fortune            | orosz                                          |                       |

### Televízió
| Év        | Cím                                 | Szerep                           | Megjegyzések |
| --------- | ----------------------------------- | -------------------------------- | ------------ |
| 1963      | General Hospital                    | Rudolpho                         | 1 epizód     |
| 1963      | 77 Sunset Strip                     | őrmester / Johnny Rossi őrmester | 2 epizód     |
| 1963      | The Adventures of Ozzie and Harriet | nagydarab férfi                  | 1 epizód     |
| 1970      | Daniel Boone                        | Creole Jim                       | 1 epizód     |
| 1970      | Dan August                          | Heap Canfield                    | 1 epizód     |
| 1971      | Inside O.U.T.                       | Chuck Dandy                      | tévéfilm     |
| 1971      | The Smith Family                    | Johnny Foster                    | 1 epizód     |
| 1972      | Michael O'Hara the Fourth           | Fargo                            | tévéfilm     |
| 1972      | Disneyland                          | Fargo                            | 2 epizód     |
| 1972      | The New Dick Van Dyke Show          | férfi az íróasztalnál            | 1 epizód     |
| 1973      | Temperatures Rising                 | Jason                            | 1 epizód     |
| 1974–1975 | The Six Million Dollar Man          | Cliff Platt / Tatashore          | 2 epizód     |
| 1975      | The Bob Newhart Show                | Frank Nugent                     | 1 epizód     |
| 1976      | Rhoda                               | férfi                            | 1 epizód     |
| 1977      | MASH                                | Donald Penobscot alezredes       | 1 epizód     |
| 1978      | Lou Grant                           | Frank                            | 1 epizód     |
| 1981      | Fantasy Island                      | Mike                             | 1 epizód     |
| 1988      | The New Gidget                      | Duke                             | 1 epizód     |

## Fordítás
- Ez a szócikk részben vagy egészben  a   Mike Henry (American football) című angol Wikipédia-szócikk ezen változatának fordításán alapul.  Az eredeti cikk szerkesztőit annak laptörténete sorolja fel. Ez a jelzés csupán a megfogalmazás eredetét és a szerzői jogokat jelzi, nem szolgál a cikkben szereplő információk forrásmegjelöléseként.